# 卢尔德 (上加龙省)
卢尔德（法語：Lourde，法語發音：[luʁd] ⓘ）是法国上加龙省的一个市镇，属于圣戈当区。

## 地理
卢尔德（42°59'3"N, 0°39'39"E）面积1.24 平方千米，位于法国奧克西塔尼大區上加龙省，该省份为法国西南部内陆省份，西南端与西班牙接壤，自此顺时针与上比利牛斯省、热尔省、塔恩-加龙省、塔恩省、奥德省和阿列日省接壤。
与卢尔德接壤的市镇（或旧市镇、城区）包括：昂蒂尚德弗龙蒂涅、热诺、蒙德加列、奥尔、圣佩达尔代。

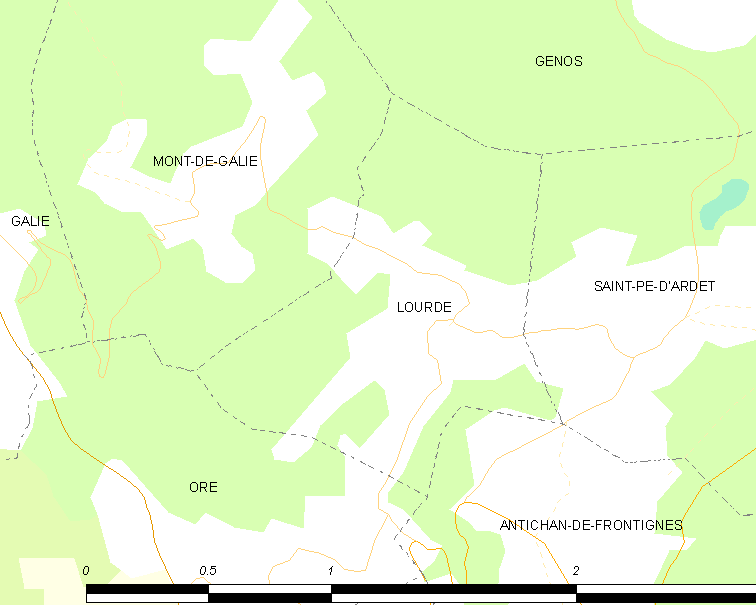
的OSM定位图

卢尔德的时区为UTC+01:00、UTC+02:00（夏令时）。

## 行政
卢尔德的邮政编码为31510，INSEE市镇编码为31306。

## 政治
卢尔德所属的省级选区为巴涅尔德吕雄县。

## 人口

1962-2008年间人口变化图示

卢尔德于2022年1月1日时的人口数量为113人。